# Live at the Olympia in Paris
Live at the Olympia in Paris — концертный альбом американской певицы и актрисы Лайзы Миннелли, выпущенный в апреле 1972 года. Запись концерта прошла в течение двух ночей в парижском концертном зале «Олимпия» 11 и 13 декабря 1969 года. Это был четвёртый и последний альбом Миннелли для A&M Records.

## Об альбоме
Когда New Feelin’, третий студийный альбом Лайзы для A&M Records, показал относительный успех в чартах, в отличие от двух предыдущих, потерпевших коммерческий провал, лейбл немедленно приступил к записи следующего альбома. Однако благодаря неожиданному успеху, который пришёл к певице после съёмок в фильме «Кабаре» единственный способ, которым они могли заставить её выполнить свой контракт и выпустить четвёртый альбом, был либо выпустить сборник неизданных песен, сделанных во время нескольких сессий для предыдущих альбомов, либо выпустить концертный альбом. Они выбрали последнее, выпустив запись концерта, который был записан в 1969 году во Франции.
Он стал первым сольным концертным альбомом Лайзы Минелли. Основная часть записи была сделана 11 декабря 1969 года, программа представляла собой стандартный репертуар певицы, который она исполняла в течение четырёх последних лет — смесь старых и новых песен. Хотя концерт был записан полностью, некоторые из исполненных песен не были включены в альбом, а черновые записи впоследствии не сохранились. Это были песни «All I Need Is The Boy», спетая по-французски, «Where Did You Learn To Dance» и музыкальное интермеццо без её вокала. 13 декабря выступление Миннелли было снято для телевидения, и два номера из этого шоу были добавлены в альбом («Everybody’s Talking / Good Morning Sunshine» и «My Mammy»).
В трек-лист альбома были включены непосредственно записи Лайзы для студийных альбомов A&M Records, а также её фирменная песня «Liza With a 'Z'», которая была переведена на французский язык специально для шоу. Помимо прочих, на альбом была включена песня «Cabaret», которая позже станет её визитной карточкой. К слову, продюсеры фильма решили снять Миннелли в одноимённой картине именно после того, как посетили этот спектакль.

## Список композиций
| №  | Название                                       | Автор(ы)                                             | Длительность |
| -- | ---------------------------------------------- | ---------------------------------------------------- | ------------ |
| 1. | «Everybody’s Talkin’ / Good Morning Starshine» | Фред Нил / Джеймс Радо, Джером Рани, Гольт Макдермот | 3:25         |
| 2. | «God Bless the Child»                          | Билли Холидей, Арртур Герцог                         | 3:20         |
| 3. | «Liza with a 'Z'»                              | Джон Кандер, Фред Эбб                                | 3:46         |
| 4. | «Married / You’d Better Sit Down, Kids»        | Джон Кандер, Фред Эбб / Сонни Боно                   | 4:57         |

| №  | Название                      | Автор(ы)                              | Длительность |
| -- | ----------------------------- | ------------------------------------- | ------------ |
| 1. | «Nous On S’Aimera»            | Фрэнк Жераль, Клод Боллинг            | 2:15         |
| 2. | «I Will Wait for You»         | Норман Гимбел, Мишель Легран          | 3:40         |
| 3. | «There Is a Time (Les Temps)» | Джин Лис, Шарль Азнавур, Джефф Дэвис  | 2:31         |
| 4. | «My Mammy»                    | Сэм Льюис, Джо Янг, Уолтер Дональдсон | 3:18         |
| 5. | «Everybody Loves My Baby»     | Джек Палмер, Спенсер Уильямс          | 2:23         |
| 6. | «Cabaret»                     | Джон Кандер, Фред Эбб                 | 4:29         |